# Компер, Луи Фюрси Анри
Луи Фюрси Анри Компер (фр. Louis Fursy Henri Compère; 1768—1833) — французский военный деятель, дивизионный генерал (1807 год), участник революционных и наполеоновских войн. Имя генерала выбито на Триумфальной арке в Париже.

## Биография
Родился в семье буржуа и советника короля Луи Кантена Компера (фр. Louis Quentin Compère) и его супруги Марии Деланьи (фр. Marie Françoise Louise Delagny). Его младший брат Клод также дослужился до звания генерала.
Начал службу 1 июля 1784 года канониром артиллерийского полка Гренобля. 1 июля 1789 года уволился со службы. В конце июля 1789 года вступил старшим аджюданом в национальную гвардию Перона. 14 сентября 1791 года был избран капитаном 4-го батальона волонтёров Соммы. С 1792 по 1797 годы служил в Северной армии. 15 октября 1793 года на поле сражения при Ваттиньи стал вторым подполковником. 24 января 1794 года стал полковником и командовал аванпостами в Дуэ. 30 апреля 1794 года сражался при Камбре. 1 мая 1794 года произведён представителями народа при Северной армии в бригадные генералы. 18 мая 1794 года сражался под началом Моро при Туркуэне. Участвовал в осадах Венло и Неймегена. 2 мая 1795 года временно возглавил 2-ю дивизию вместо Вандама. 4 июня заменён Макдональдом, и стал командиром бригады в данной дивизии. 27 марта 1797 года переведён в Самбро-Маасскую армию. В апреле служил в дивизиях Оливье и Гренье. 18 апреля 1797 года участвовал в переправе через Рейн в Нойвиде. В 1798 году зачислен в Английскую армию. В 1799 году в Дунайской армии под началом генерала д’Опуля. С 13 марта 1799 года в дивизии Вандама. 24 марта 1799 года в сражении под Туттлингеном получил тяжёлое ранение: пуля сломала ему левую ногу. До 3 июня 1801 года оставался в бездействии, когда был назначен главнокомандующим отделения Дома инвалидов в Авиньоне. С 23 сентября 1802 года без служебного назначения.

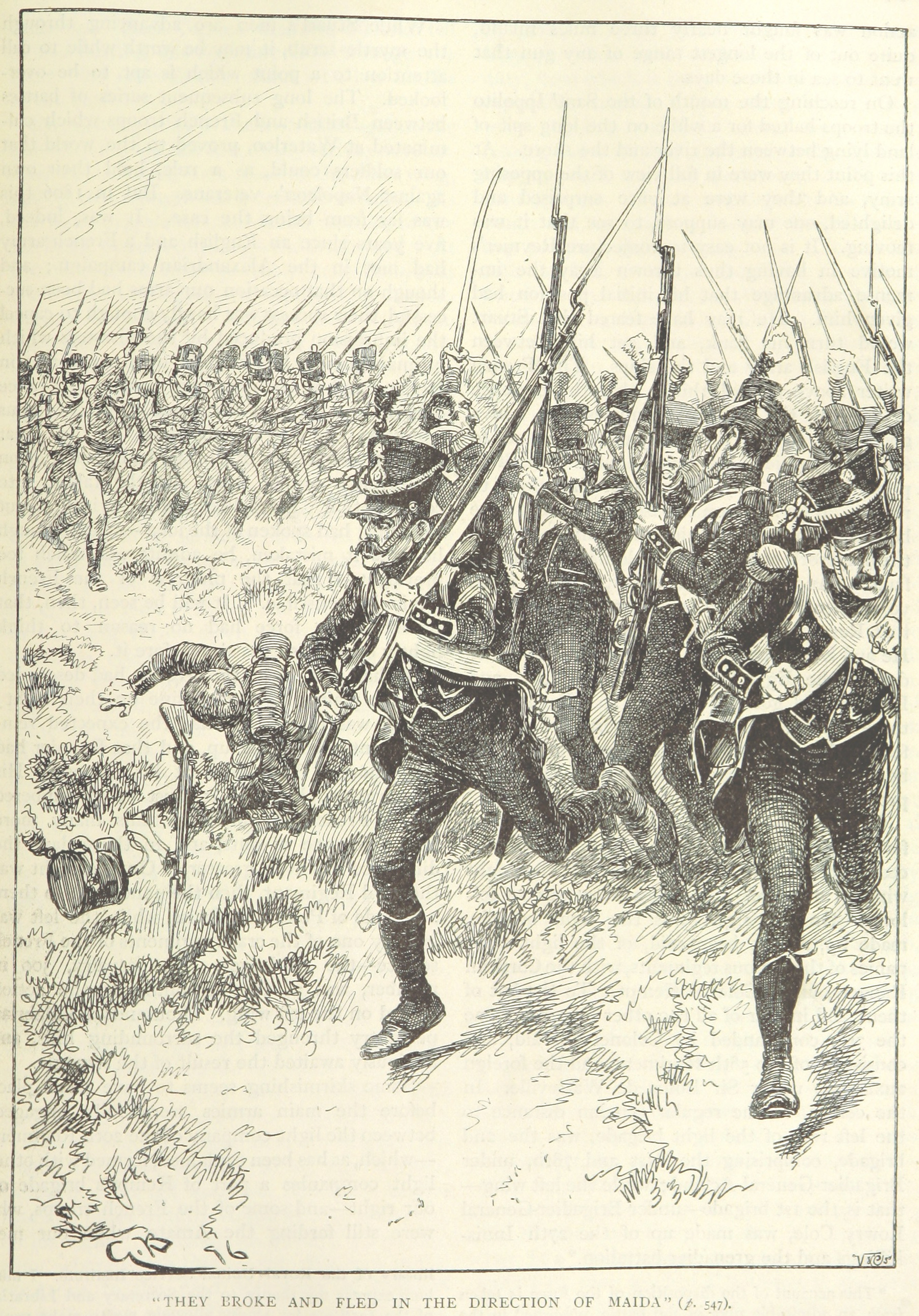
Генерал Компер выступает перед 1-м полком легкой пехоты в битве при Майде в 1806 году

30 ноября 1802 года переведён в Итальянскую армию. В кампании 1805 года командовал 1-й бригадой (22-й лёгкий и 52-й линейные полки) в пехотной дивизии Гарданна. Отличился в сражениях при Вероне и Кальдьеро. С февраля 1806 года действовал в составе Армии Неаполя. В конце февраля возглавил авангард в корпусе генерала Ренье (1-й лёгкий и 42-й линейные полки). 6 марта 1806 года одержал победу при Боско. 9 марта сражался при Кампо-Тенезе. 4 июля 1806 года в участвовал в сражении при Маиде под началом Ренье. В критический момент лично повёл в атаку против англичан 1-й полк лёгкой пехоты. Поражённый пулей, он продолжал подбадривать свои войска. Проявив невероятную храбрость, он проскакал буквально среди вражеской пехоты, где в конце концов попал в плен. Находясь в плену у англичан был вынужден подвергнуться ампутации, чтобы спасти жизнь. Получил свободу в конце сентября 1806 года. 1 марта 1807 года был произведён в дивизионные генералы и вышел в отставку.
1 февраля 1809 года Комперу было разрешено перейти на службу в Неаполь с сохранением пенсионного пособия. Был губернатором Гаэты, затем Неаполя и командующим 1-го военного округа этого королевства. В 1814 году оставил службу, чтобы не поднимать оружие против Франции и вернулся в Париж. Ему пришлось покинуть столицу после возвращения Людовика XVIII и поселиться в Бонди. Умер в Париже 27 марта 1833 года и на следующий день был похоронен на кладбище Пер-Лашез.

## Воинские звания
- Солдат (1 июля 1784 года);
- Капитан (14 сентября 1791 года);
- Командир батальона (15 октября 1793 года);
- Полковник (24 января 1794 года);
- Бригадный генерал (1 мая 1794 года);
- Дивизионный генерал (1 марта 1807 года).

## Награды
Легионер ордена Почётного легиона (11 декабря 1803 года)
 Командан ордена Почётного легиона (14 июня 1804 года)
 Высший сановник королевского ордена Обеих Сицилий (10 июня 1808 года)
 Кавалер военного ордена Святого Людовика (1 августа 1821 года)